# Arthrosaura kockii
Arthrosaura kockii é uma espécie de lagarto da família Gymnophthalmidae. Está distribuída na porção lesta da floresta Amazônia, no Suriname, Guiana Francesa e Brasil (nos estados do Amapá e leste do Pará).

## Descrição
A espécie se caracteriza pelo corpo cilíndrico, cauda longa e redonda em seção transversal; membros bem desenvolvidos, pentadáctilo, com todos os dígitos unidos; escamas nasais separadas por uma escama frontonasal, pálpebra inferior com disco semitransparente e uma linha de cor clara no dorso.

## Habitat
A. kockii é comumente encontrada no folhiço de florestas primárias de terra-firme.